# André Bruno de Frévol de Lacoste
André Bruno Frévol, comte de Lacoste, né le 14 juin 1775 à Pradelles en Haute-Loire et mort le 1er février 1809 à Saragosse, en Espagne, est un général français de la Révolution et de l’Empire.

## Biographie
Fils du général de brigade Jean-Bruno de Frévol de Lacoste (1728-1808), il entre en service en 1793, comme adjoint aux fortifications dans les places fortes du nord, puis passe en tant que lieutenant dans l’armée des Pyrénées-Occidentales. De 1798 à 1801, il participe à la campagne d’Égypte et est nommé capitaine le 10 mars 1799, avant d'être blessé lors du siège de Saint-Jean-d'Acre. Le 22 avril 1801, il est nommé chef de bataillon. De retour en France en novembre 1801, il est affecté le 22 décembre à la garnison de Mantoue, participe au siège de Gaète au mois de février 1806, et devient chevalier de la Légion d’honneur le 4 mai 1806. Le 15 août de la même année, il est nommé colonel du génie, et le 16 octobre, il commande le génie du 7e corps d’armée.
Lacoste prend les fonctions d’aide de camp de l’Empereur le 11 février 1807. Il participe au siège de Dantzig et est promu officier de la Légion d’honneur le 26 mars 1807. Blessé à la bataille de Friedland le 14 juin 1807, il est nommé chevalier de l’Ordre militaire de Saint-Henri de Saxe le 10 juillet 1807, puis chevalier de l’ordre de la couronne de fer le 31 mars 1808 et comte de l’Empire le 29 juin 1808. Il est promu général de brigade du génie le 28 août 1808 et meurt le 1er février 1809 au cours du siège de Saragosse, où il commande le génie du 3e corps d’armée.

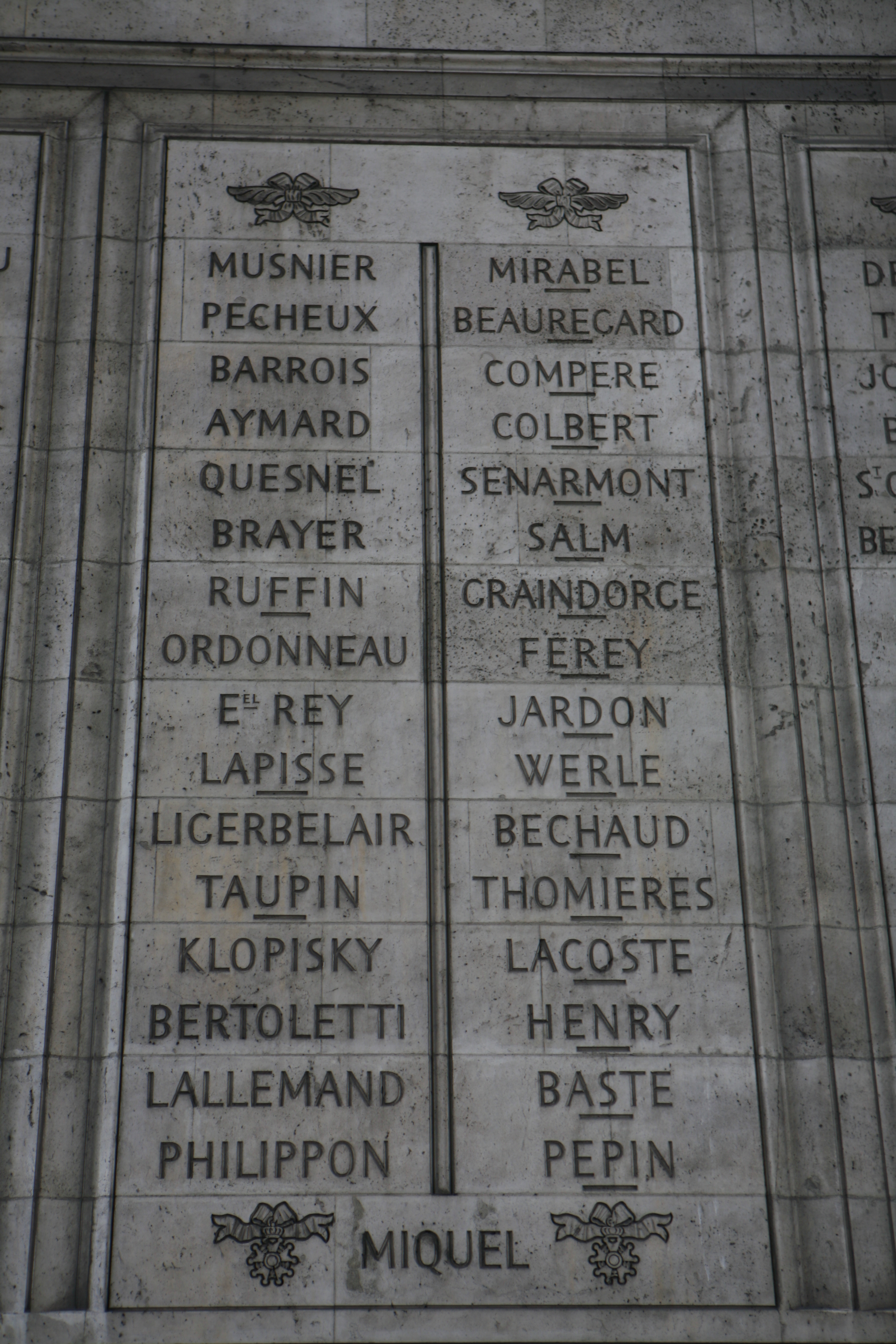
Noms gravés sous l'arc de triomphe de l'Étoile : pilier Ouest, 37e et.

## Hommages
- Il fait partie des 660 personnalités à avoir son nom gravé sous l'arc de triomphe de l'Étoile. Il apparaît sur la 38e colonne (l’Arc indique LACOSTE).

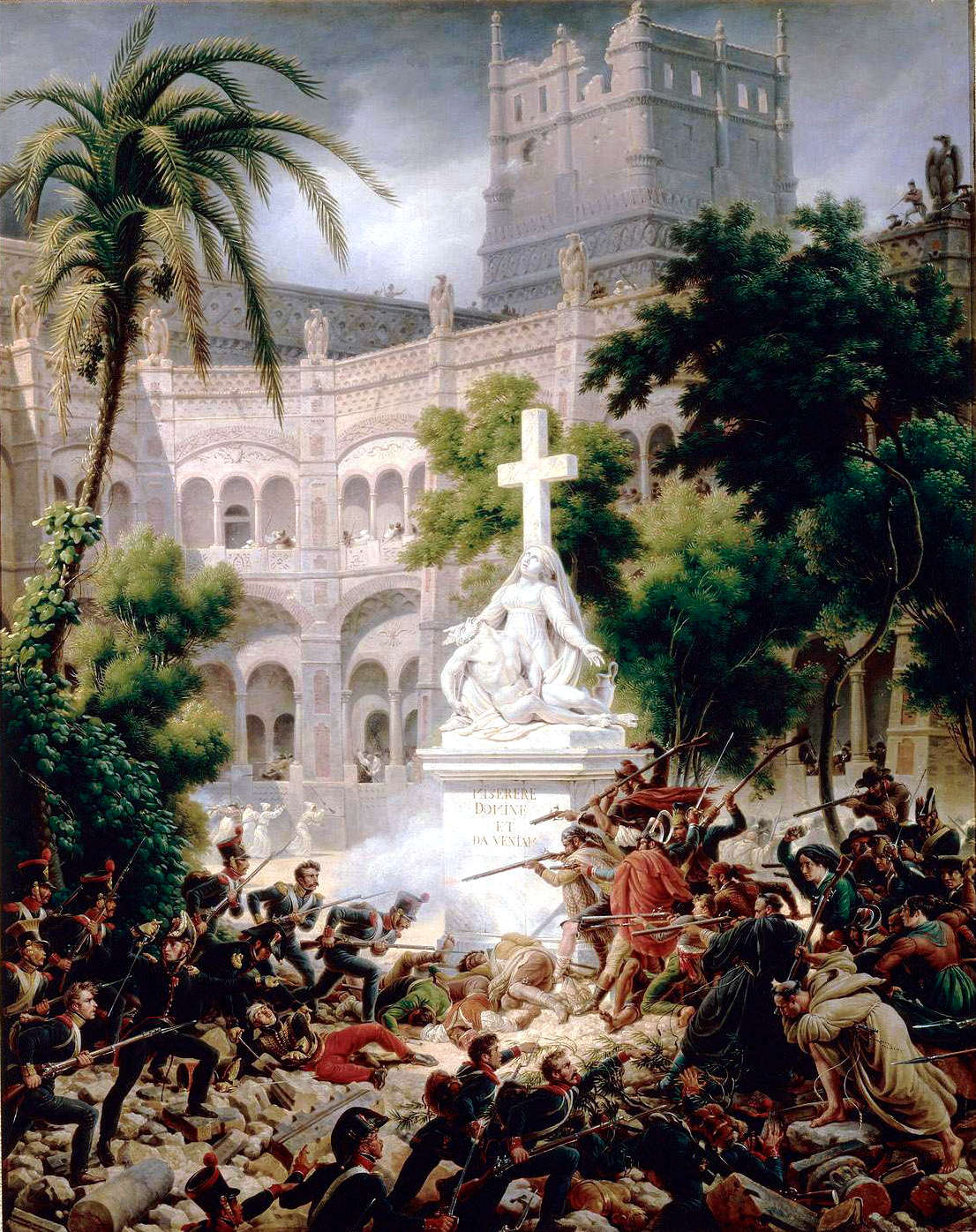
Épisode du siège de Saragosse : assaut de San Engracia 8 février 1809 par Louis-François Lejeune.
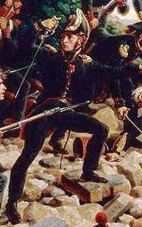
détail du tableau
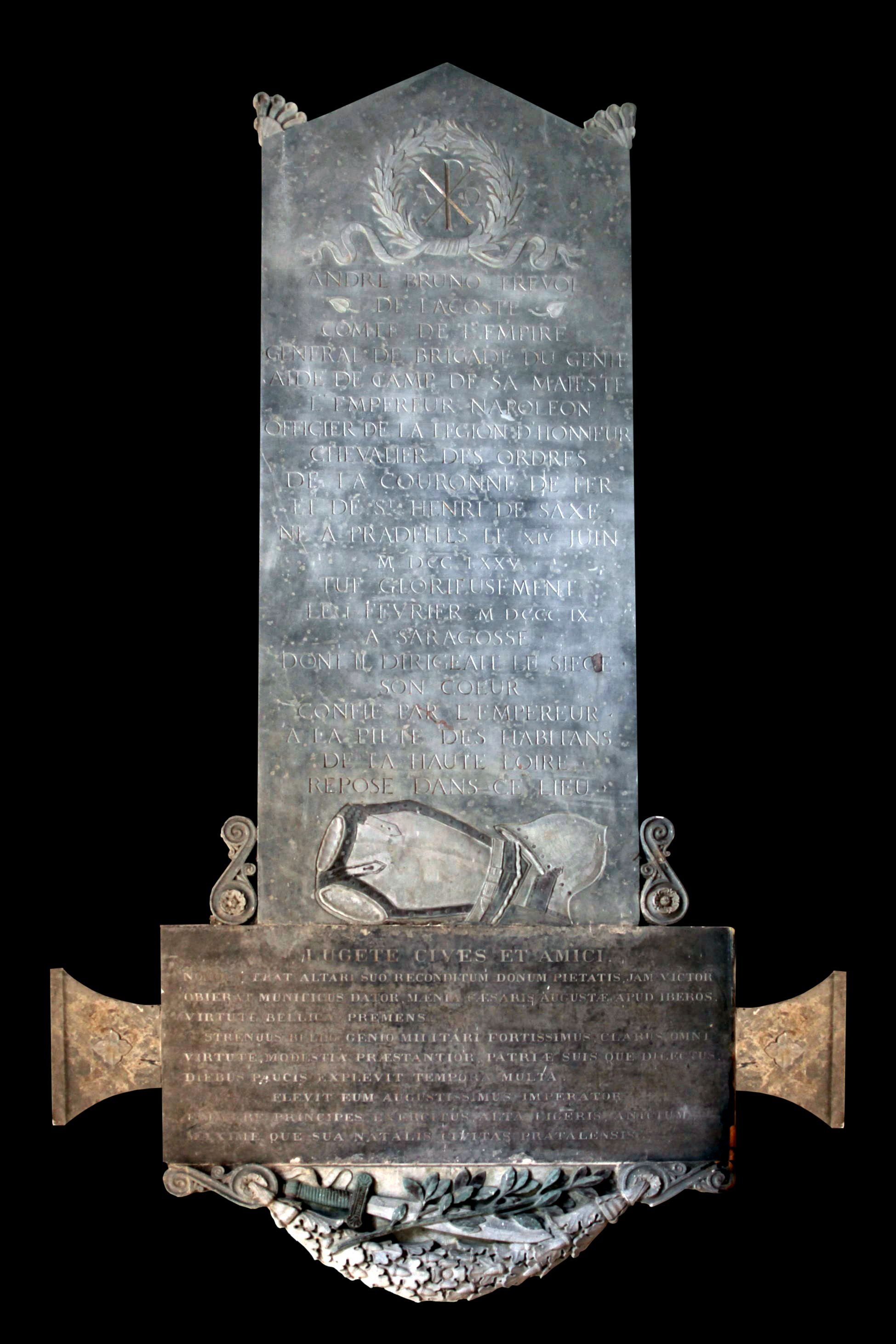
Mémorial à Frévol de Lacoste dans l'église de Pradelles.

## Sources
- (en) « Generals Who Served in the French Army during the Period 1789 - 1814: Eberle to Exelmans »
- Thierry Pouliquen, « Les généraux français et étrangers ayant servis [sic] dans la Grande Armée » (consulté le 15 novembre 2013)
- « Cote LH/1037/23 », base Léonore, ministère français de la Culture
- (pl) « Napoléon.org.pl »